# Jacqueline Burns
Jacqueline Burns (Cookstown, 6 marzo 1997) è una calciatrice nordirlandese, portiere del Bristol City e della nazionale nordirlandese.

## Carriera

### Nazionale
Burns inizia ad essere convocata dalla Federcalcio nordirlandese dal 2012, vestendo inizialmente la maglia della formazione Under-17 impegnata nelle qualificazioni all'edizione 2013 dell'Europeo di categoria senza che la sua nazionale riuscisse ad accedere alla fase finale.
L'anno seguente passa alla Under-19, rimanendo in rosa per le qualificazioni di tre edizioni consecutive, quelle di Norvegia 2014, Israele 2015 e Slovacchia 2016, degli Europei di categoria, ancora una volta senza mai riuscire ad accedere ad una fase finale.
Sempre del 2013 è la sua prima convocazione in nazionale maggiore, chiamata dall'allora commissario tecnico Alfie Wylie in occasione dell'amichevole con i Paesi Bassi del 3 luglio, debuttandovi appena sedicenne nell'incontro perso per 3-0.